# Yoshika Matsubara
Yoshika Matsubara (japanisch 松原 良香 Matsubara Yoshika; * 19. August 1974 in Hamamatsu, Präfektur Shizuoka) ist ein japanischer Fußballtrainer und ehemaliger Fußballspieler.

## Karriere

### Spieler
Matsubara begann seine Fußballkarriere 1993 beim uruguayischen Verein Club Atlético Peñarol, kehrte aber bereits nach einem Jahr wieder in seine Heimat zurück und spielte für Júbilo Iwata mit Leihen an Shimizu S-Pulse und JEF United Ichihara Chiba. Mit der japanischen Nationalmannschaft qualifizierte er sich für die Olympischen Sommerspiele 1996, wo die japanische Mannschaft in ihrem ersten Spiel Weltmeister Brasilien besiegte. Zwischen 1999 und 2005 hatte er mehrere kurze Intermezzi bei diversen in- und ausländischen Vereinen, bis er seine Spielerkarriere bei Fujieda MYFC 2005 beendete.

### Trainer
Im Anschluss erwarb er eine C-Trainerlizenz und eröffnete die Felice Soccer School bzw. 2009 das Unternehmen Felice Mondo K.K. mit dem er Fußballevents organisiert, Teams managt und Fußballzubehör verkauft. 2010 erwarb er das Trainerdiplom (japanische S-Trainerlizenz). Im November 2015 betreute er für drei Spiele den SC Sagamihara in der J3 League. Im Februar 2023 übernahm er das Amt des Cheftrainers beim Drittligisten Iwate Grulla Morioka

## Erfolge

### Spieler
- Japanischer Ligapokal: 1996, 1998